# 삼성화재교통박물관

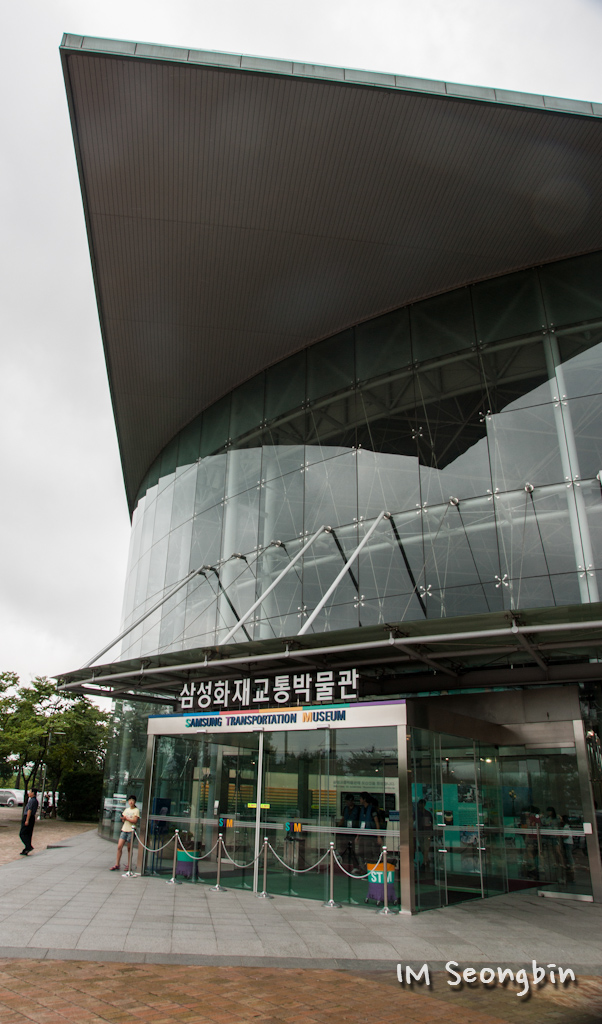

삼성화재교통박물관은 경기도 용인시 처인구 포곡읍 유운리 에버랜드 리조트 내에 삼성화재가 1998년 5월 개관한 박물관이다.

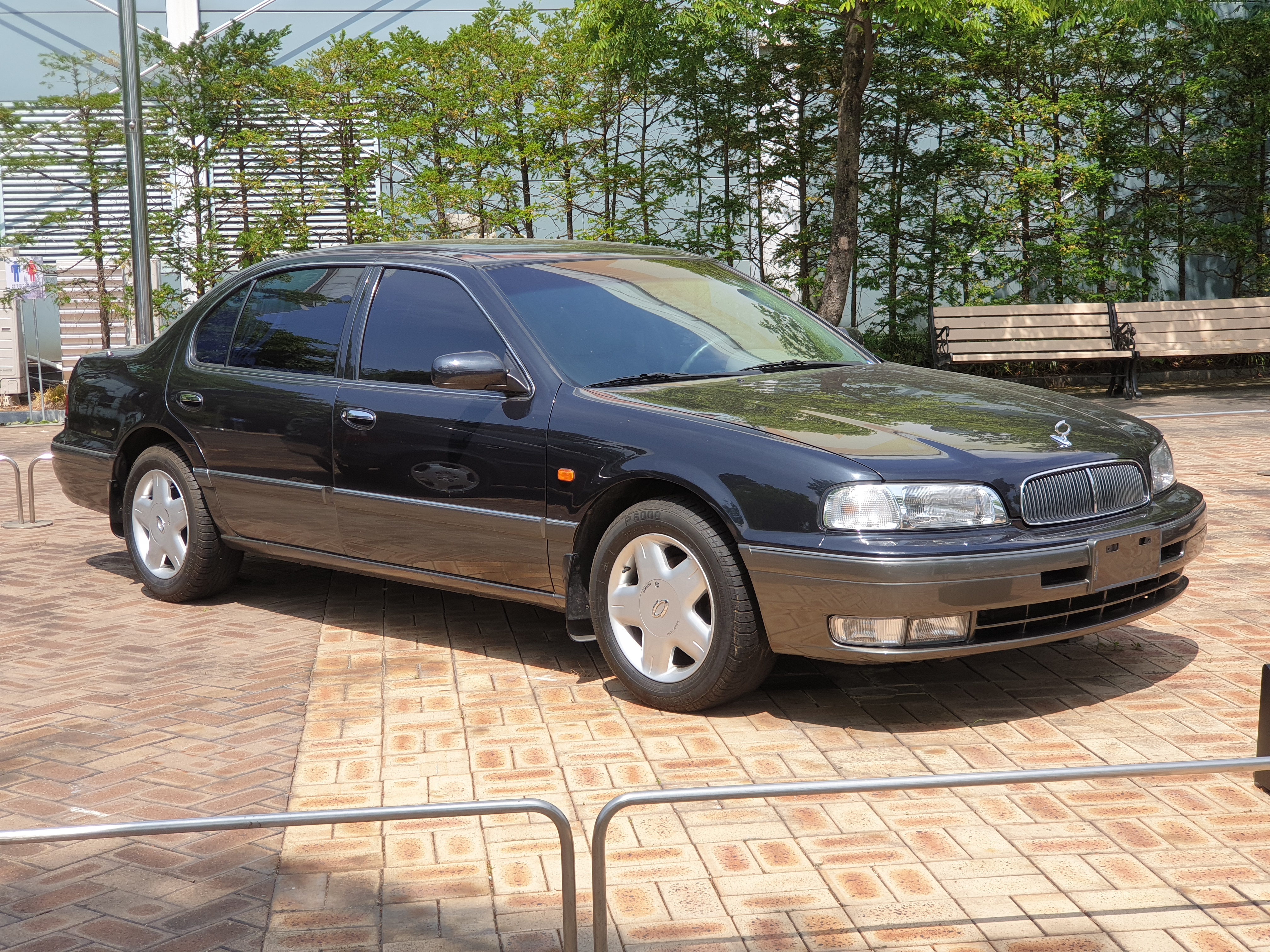
삼성화재교통박물관 밖에 있는 르노삼성 SM530L

## 역사
- 1998년 5월 : 개관
- 1999년 8월 : 교통안전교육장인 삼성애니카교통나라 개장
- 2003년 5월 : 삼성애니카공원 개장
- 2005년 5월 : 어린이 전시장인 '자동차나라' 개장
- 2006년 12월 : 철도관 개장
- 2011년 2월 : 주전시관 개편
- 2012년 3월 : 2층 전시장 개편, 기획전시실 개장

## 역할
해외의 다양한 자동차문화와 관련 정보를 국내에 소개·전파함으로써 일반 국민에게 선진 자동차문화를 향유할 수 있는 기회를 제공한다. 또한 이를 통해 국내에서도 다양하고 풍부한 자동차문화가 형성되고 정착될 수 있도록 주춧돌 역할을 하고 있다.

## 전시물
- 비치크래프트모델 18 (비행기) : 한국전쟁 당시 수입해 이승만 대통령이 탑승했다고 한다.
- 혀기 11-12호 증기 기관차 : 뒤에 비둘기호 객차 1량이 연결되어 있다.
- 경비행기 스틴슨 L-5센티넬 "파랑새" : 동아일보에서 1963년부터 4년간 취재용으로 사용했다.
- <20세기를 위한 32대의 자동차 - 모차르트의 진혼곡을 조용히 연주하다> : 백남준의 작품이다.

## 휴관일
- 1월 1일
- 매주 월요일
- 추석 연휴
- 설날 연휴

## 입장료
- 성인 : 6000원
- 미성년 : 5000원
- 경로(66세 이상) : 3000원